# Cananéia (kommun)
Cananéia är en kommun i Brasilien.   Den ligger i delstaten São Paulo, i den södra delen av landet, 1 000 km söder om huvudstaden Brasília. Antalet invånare är 12 226.
Följande samhällen finns i Cananéia:
- Cananéia

I omgivningarna runt Cananéia växer i huvudsak städsegrön lövskog. Runt Cananéia är det glesbefolkat, med 12 invånare per kvadratkilometer.